# José Machado Ventura
José Ramón Machado Ventura, M.D. (sinh 26 tháng 10 năm 1930) là một nhà cách mạng và chính trị gia của Cuba, là Phó Chủ tịch thứ nhất của Hội đồng Nhà nước Cuba từ 2008 tới 2013. Cùng với việc bầu Raúl Castro là Chủ tịch Cuba ngày 24 tháng 2 năm 2008, Machado được bầu làm người kế nhiệm với chức vụ Phó Chủ tịch thứ nhất. Ông giữ chức vụ Bí thư thứ hai Ban chấp hành Trung ương Đảng Cộng sản Cuba từ năm 2011.

## Tiểu sử

### Ban đầu
José Ramón Machado sinh tại San Antonio de las Vueltas, thuộc tỉnh Las Villas, và đã theo học tại Camajuaní và Remedios. Ông là một bác sĩ y khoa chuyên nghiệp, tốt nghiệp Đại học Havana năm 1953. Machado tham gia phong trào cách mạng ngay sau cuộc đảo chính của Fulgencio Batista ngày 10/3/1952, trong khi vẫn là một sinh viên y khoa, và đã sớm thành viên của Phong trào 26 tháng 7 chống lại chế độ độc tài. Sau đó, dưới sự chỉ huy của Ernesto "Che" Guevara và sau đó là Fidel Castro, ông là một trong những nhà cách mạng ban đầu đã chiến đấu trong cuộc chiến tranh du kích ở Sierra Maestra. In 1958, được thăng cấp bậc Đại úy, ông được gửi đến tỉnh Oriente dưới sự chỉ huy của Raúl Castro như là một phần của kế hoạch nổi dậy tại mặt trận thứ hai. Ở đó, ông được chỉ định làm dịch vụ y tế du kích, thành lập một mạng lưới các bệnh viện và nhà phân phối, và được thăng cấp lên thiếu tá "comandante" (cấp bậc cao nhất trong quân đội nổi dậy của Castro).

### Sau Cách mạng Cuba
Sau chiến thắng của cách mạng ngày 1 tháng 1 năm 1959, ông được bổ nhiệm làm Giám đốc Sở dịch vụ y tế tại Havana và sau đó là Bộ trưởng Bộ Y tế quốc gia từ 1960 tới 1967, trong thời gian đó ông chịu trách nhiệm phát triển ngành y tế trong cả nước. Ngày 3 tháng 10 năm 1965, ông được bầu vào Ủy ban Trung ương Đảng Cộng sản Cuba. Tháng 1 năm 1968, ông được bổ nhiệm Đại diện phái đoàn Bộ Chính trị tại tỉnh Matanzas. Ông vẫn ở Matanzas cho đến giữa năm 1971; chính sách của ông về kinh tế và y tế của tỉnh đã thành công, đặc biệt là về sản lượng cây trồng, giao thông công cộng và giảm tỷ lệ tử vong ở trẻ sơ sinh. Sau khi rời khỏi Matanzas năm 1971, ông được bổ nhiệm làm Bí thư thứ nhất Tỉnh ủy Havana và được bầu vào Bộ Chính trị vào tháng 12 năm 1975.
Ông là đại biểu Quốc hội Chính quyền Nhân dân Cuba, đại diện cho khu vực Guantánamo. Từ năm 2006, ông chịu trách nhiệm giám sát các chương trình giáo dục quốc tế của Cuba.
Vào ngày 10 tháng 1 năm 2007, ông đã đại diện Cuba tại lễ nhậm chức Tổng thống Nicaragua, Tổng thống Daniel Ortega.
Machado đã được Quốc hội Quyền lực Nhân dân bầu làm Phó Chủ tịch Hội đồng Nhà nước vào ngày 24 tháng 2 năm 2008, đồng thời là cuộc bầu cử của Raúl Castro làm Chủ tịch; ông đã nhận được 601 trong số 609 phiếu bầu.
Ngày 19 tháng 4 năm 2021, tại Đại hội lần thứ VIII Đảng Cộng sản Cuba ông thôi giữ chức Ủy viên Bộ Chính trị Đảng Cộng sản Cuba. Tờ báo quốc gia Đảng Granma đã viết vào ngày 21 tháng 4 năm 2021 rằng Machado sẽ đồng hành cùng thế hệ mới trong quá trình chuyển tiếp để đảm nhận trách nhiệm của họ. Chức vụ Bí thư thứ hai cũng bị bãi bỏ.